# Марк Попиллий Ленат (консул 139 года до н. э.)
Марк Попи́ллий Лена́т (лат. Marcus Popillius Laenas; умер после 137 года до н. э.) — римский военачальник и политический деятель из плебейского рода Попиллиев, консул 139 года до н. э. В качестве проконсула Ближней Испании руководил осадой Нумантии и потерпел поражение.

## Происхождение
Первые упоминания о плебейском роде Попиллиев появляются в источниках в 360-е годы до н. э., сразу после принятия законов Лициния-Секстия, благодаря которым плебеи получили доступ к консулату. Когномен Ленат (Laenas), типичный для Попиллиев, иногда встречается и у представителей других родов; согласно Цицерону, это родовое прозвище происходит от слова laena, обозначавшего мантию фламина, но антиковед Фридрих Мюнцер предположил, что это скорее номен нелатинского (возможно, этрусского) происхождения, который в Риме превратился в когномен.
Марк Попиллий был сыном консула 173 года до н. э. того же имени. Его двоюродным братом был Публий Попиллий Ленат, консул 132 года до н. э.

## Биография
Марк Попиллий впервые упоминается в источниках в связи с событиями 154 года до н. э. Когда массалиоты обратились к Риму с жалобой на лигурийское племя лигистинов, которое их «стеснило до крайности», народное собрание решило направить к лигурам трёх легатов — Лената, Фламиния и Луция Пупия. Их задачей было изучить ситуацию на месте и «путём увещаний побудить варваров загладить вину свою». Миссия закончилась неудачей: лигуры сначала не давали послам высадиться, а потом напали на них, так что Фламиний даже был ранен. Этот инцидент стал поводом для начала большой войны.
В 146 году до н. э. пропретор Македонии Квинт Цецилий Метелл отправил Марка Попиллия с ещё несколькими легатами в Коринф, чтобы добиться от руководства Ахейского союза прекращения военных приготовлений. Это посольство тоже не добилось своей цели, и в результате Греция вскоре была завоёвана Римом.
Исходя из даты консулата и требований Закона Виллия, не позже 142 года до н. э. Ленат должен был занимать должность претора. В 139 году до н. э. он стал консулом вместе с Гнеем Кальпурнием Пизоном. Ленат получил провинцию Ближняя Испания, в которой остался и на следующий год в качестве проконсула. Его предшественник Квинт Помпей заключил невыгодный для Рима договор с городом Нумансия, а после прибытия Марка Попиллия отказался этот договор признавать; Ленат отправил и Помпея, и послов нумантинцев в Рим для дальнейшего разбирательства.
В это время к Марку Попиллию обратился с просьбой о мире вождь лузитанов Вириат, которого теснил наместник Дальней Испании Квинт Сервилий Цепион. Ленат, по римскому обычаю, начал выдвигать одно за другим ряд условий, последовательное выполнение которых означало фактическую капитуляцию. Сначала он потребовал выдать перебежчиков. Вириат часть из них (включая собственного тестя) казнил сам, а остальных передал римлянам, и те отсекли предателям руки. Потом Марк Попиллий потребовал выдать всё оружие; сделать это лузитаны отказались, и переговоры были прекращены.
Осенью 139 года до н. э. в Испанию пришло известие о том, что войну с Нумансией следует продолжать. Весной Марк Попиллий осадил этот город. Достаточно долго обе стороны ничего не предпринимали; наконец, Ленат двинул свою армию на штурм. Согласно Фронтину, римляне уже начали восходить по лестницам на стены, но и тут не встретили сопротивления. Тогда Ленат, заподозрив, что его ждёт засада, скомандовал отступать. Нумантийцы контратаковали, когда римляне «были обращены к ним спиной и спускались». В результате армия Марка Попиллия потерпела полное поражение. В том же году проконсул предпринял поход против племени лузонов в Ближней Кельтиберии, но и там успеха не достиг. Весной 137 года до н. э. он сдал провинцию своему преемнику, Гаю Гостилию Манцину и вернулся в Италию.
Известно, что поражение под Нумансией дало поэту Гаю Луцилию материал, чтобы высмеять Марка Попиллия в своих сатирах.